# USP8
La ubiquitina carboxil-terminal hidrolasa 8 es una enzima que en humanos está codificada por el gen USP8.

## Interacciones
Se ha demostrado que USP8 interactúa con RNF41 y STAM2.